# Comté de Colac Otway
Pour les articles homonymes, voir Otway.
Le comté de Colac Otway est une zone d'administration locale située dans l'État du Victoria en Australie. 
Il est situé dans la partie sud-ouest de l'État. Il comprend les villes de Apollo Bay et Colac. Il a été créé en 1994 par la fusion de la Ville de Colac, du comté de Colac, du comté d'Otway et d'une partie du comté d'Heytesbury.